# Ножарево
Ножарево (болг. Ножарево) — село в Болгарии. Находится в Силистренской области, входит в общину Главиница. Население составляет 565 человек.

## Политическая ситуация
В местном кметстве Ножарево, в состав которого входит Ножарево, должность кмета (старосты) исполняет Лейля  Наимова Наимова (Движение за права и свободы (ДПС)) по результатам выборов правления кметства.
Кмет (мэр) общины Главиница — Насуф Махмуд Насуф (Движение за права и свободы (ДПС))  по результатам выборов в правление общины.